# 聖喬治主教座堂 (阿諾錫羅斯)

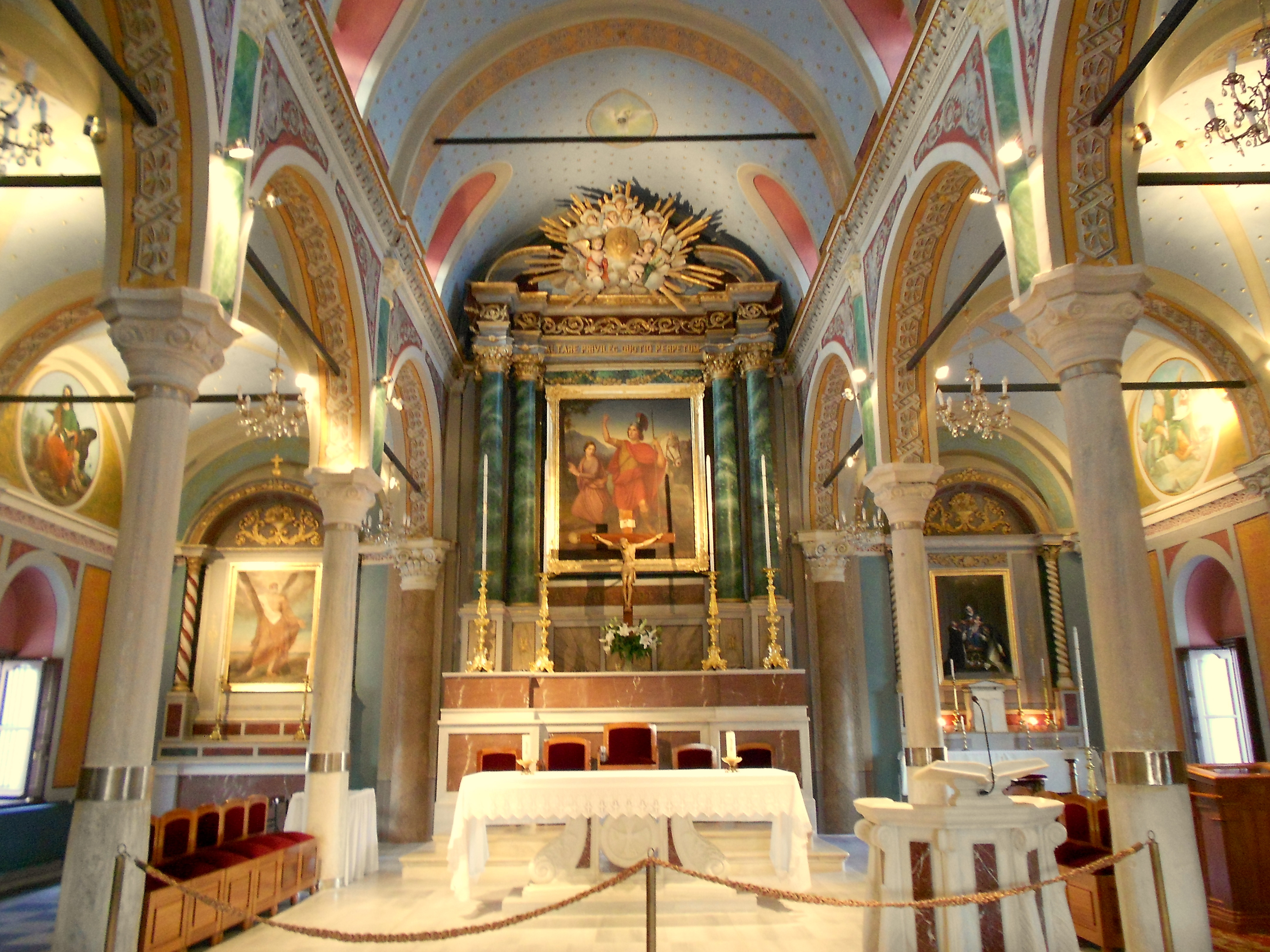
教堂內部的裝飾

聖喬治主教座堂（Saint George's Cathedral）是希臘的一座羅馬天主教的教堂。這座教堂位於錫羅斯島，是天主教錫羅斯暨米洛斯教區的主教座堂。教堂修建在一座山頂上，始建於約1200年時，在歷史上多次重建。

## 外部連結
- http://www.greeka.com/cyclades/syros/syros-churches.htm （页面存档备份，存于）

37°27′03″N 24°56′07″E / 37.45083°N 24.93528°E